# 牧西氏
牧西氏（もくさいし）は、武蔵国児玉郡牧西村（現在の埼玉県本庄市牧西）発祥の氏族。武蔵七党中、最大勢力の集団を形成していた武士団である児玉党を構成していた氏族。

## 出自
児玉党の本宗家4代目である庄太夫家弘の次男庄太夫弘高の子息である庄四郎弘季（ - ひろすえ）が牧西（）の地に居住して牧西四郎弘季を称したことから始まる。在地伝承によれば、弘季が当村に居住したのは建久年間の事とされるが、『吾妻鏡』では、弘季は牧西と記されていないため、確証はない。『鎌倉武鑑』の伝えでは、弘季は弘高の三男とあり、本来の通称は三郎だった可能性もある。牧西氏関連の系図には、弘季の子息は、義季（通称三郎）、弘次（通称五郎）、季重（通称七郎）とある。実際問題、系図上からは、子息がどの氏（庄・本庄・四方田・牧西）を名乗ったかは分からない（児玉党の氏族の場合、後世、氏を戻す例も見られるため）。
弘季の父である弘高は、現在の系図研究によって、四方田氏の祖であった可能性が高く、したがって、牧西氏は四方田氏から派生した氏族と考えられる（児玉氏→庄氏→四方田氏→牧西氏）。『吾妻鏡』の記述から考察して、承久の乱（13世紀）の時点では、弘季も四方田氏を名乗っていたものと考えられる。弘季が築いた居館の跡（牧西氏館跡）は、現在の牧西堀の内439にある。

## 牧西の地名の由来
牧西と言う地名の由来であるが、この地の東に「櫛引（）」と言う名の野牧（現、深谷市櫛引）があり、その西に位置したことから「牧の西（櫛引野牧の西）」の意味で村名が生じたとされる。したがって、鎌倉時代の人物である弘季以前からあった地名である。字は木西とも書く。読みは「もくさい」。大寄郷藤田庄に属する。
この地の八幡神社（現、八幡大神社）は四郎弘季が相模国鎌倉宮を当地に奉祀し、建立したことから始まると伝えられる。

## 備考
- 在地伝承に従えば、1180年代まで四方田を称し、1190年代から牧西を称したと言うことになるが、『吾妻鏡』では13世紀の記事において、弘季が牧西の氏で記載されていない。また、在地伝承が正しければ、四方田氏館は1190年以前からあったことになる（この点は問題ないと考えられる）。
- 弘高を弘長と同一人物と見て、『鎌倉武鑑』の記述に従い、弘季が弘高の三男だと考えると、季は末子の意味と捉えられるが、その場合、弘高の嫡男と次男が誰かという問題が生じる。系図では、弘季の弟が五郎と七郎を称しているが、弘季の子息も五郎と七郎の通称である。この点から、五郎弘綱と七郎高綱は弘季の弟ではなく、兄ではないかと考察することもできる。この考えにしたがった場合、通し名の観点から、弘綱が弘高の嫡男であり、高の字（親名の二文字目）を継承している高綱が次男と考えられる。ただし、この考察は、あくまで『吾妻鏡』が通称を誤って記述し、後世の系図に影響を与えてしまったとの考えに基づくものであり、その点に注意がいる。つまり、本来は、弘高の嫡男が太郎弘綱、次男が次郎高綱、三男が三郎弘季とする説である。
- 牧西村は五十子村の東北に位置し、牧西氏も地理的な関係から五十子の戦いに参戦していたかもしれないが、そうした記述はなく、南北朝期には没落していた可能性もある（『本庄市史考』[要文献特定詳細情報]では、南北朝時代までは活躍していただろうと指摘している）。牧西氏に限らず、四方田氏や富田氏と言った児玉党氏族が五十子の戦いに参戦していたとする伝承や記述はない。

## 参考資料
- 『児玉記考』[要文献特定詳細情報]
- 『武蔵国児玉郡誌』[要文献特定詳細情報]
- 『本庄歴史缶』[要文献特定詳細情報]
- 『児玉町史 中世資料編』[要文献特定詳細情報]
- 『本庄市史考 藤田編』（館跡の堀の図面あり）[要文献特定詳細情報]